# AACTA Awards 2018
Die 8. Verleihung der australischen AACTA Awards (englisch 8th AACTA Awards), die jährlich von der Australian Academy of Cinema and Television Arts (AACTA) vergeben werden, fand zweigeteilt am 3. und 5. Dezember 2018 im Casino The Star in Sydney statt. Die AACTA Awards sind die Fortsetzung der AFI Awards, die von 1958 bis 2010 durch das Australian Film Institute (AFI) vergeben wurden. Sie ehrten die besten australischen Filme und Sendungen des Jahres 2018 und sind so das Gegenstück zu den im Januar 2019 stattgefundenen achten AACTA International Awards für internationale Filme. Die Verleihung wurde bei Seven Network gezeigt.

## Gewinner und Nominierte
| Film                                 | N  | A |
| ------------------------------------ | -- | - |
| Ladies in Black                      | 11 | 4 |
| Sweet Country                        | 10 | 6 |
| Breath                               | 09 | 2 |
| Der verlorene Sohn                   | 07 | 2 |
| Upgrade                              | 07 | 0 |
| Cargo                                | 05 | 0 |
| One Percent – Streets of Anarchy     | 05 | 0 |
| Peter Hase                           | 03 | 2 |
| Maria Magdalena                      | 03 | 0 |
| West of Sunshine                     | 03 | 0 |
| Winchester – Das Haus der Verdammten | 03 | 0 |
| Brothers’ Nest                       | 02 | 0 |
| The Merger                           | 02 | 0 |

### Bester Film
Sweet Country – Produktion: David Jowsey, Greer Simpkin und David Tranter
Der verlorene Sohn (Boy Erased) – Produktion: Joel Edgerton, Steve Golin und Kerry Kohansky-Roberts
Breath – Produktion: Simon Baker, Jamie Hilton und Mark Johnson
Cargo – Produktion: Russell Ackerman, Kristina Ceyton, Samantha Jennings, Mark Patterson und John Schoenfelder
Ladies in Black – Produktion: Sue Milliken und Allanah Zitserman

### Beste Regie
Warwick Thornton – Sweet Country
Simon Baker – Breath
Bruce Beresford – Ladies in Black
Joel Edgerton – Der verlorene Sohn (Boy Erased)

### Bestes Originaldrehbuch
Steven McGregor und David Tranter – Sweet Country
Jaime Browne – Brothers’ Nest
Matthew Nable – One Percent – Streets of Anarchy (1%)
Leigh Whannell – Upgrade

### Bestes adaptiertes Drehbuch
Joel Edgerton – Der verlorene Sohn (Boy Erased)
Simon Baker, Gerard Lee und Tim Winton – Breath
Bruce Beresford und Sue Milliken – Ladies in Black
Yolanda Ramke – Cargo

### Bester Hauptdarsteller
Hamilton Morris – Sweet Country
Ryan Corr – One Percent – Streets of Anarchy (1%)
Lucas Hedges – Der verlorene Sohn (Boy Erased)
Damian Hill – West of Sunshine
Daniel Monks – Pulse

### Beste Hauptdarstellerin
Angourie Rice – Ladies in Black
Abbey Lee – One Percent – Streets of Anarchy (1%)
Rooney Mara – Maria Magdalena (Mary Magdalene)
Kate Mulvany – The Merger
Julia Ormond – Ladies in Black

### Bester Nebendarsteller
Simon Baker – Breath
Fayssal Bazzi – The Merger
Russell Crowe – Der verlorene Sohn (Boy Erased)
Joel Edgerton – Der verlorene Sohn (Boy Erased)
Josh McConville – One Percent – Streets of Anarchy (1%)

### Beste Nebendarstellerin
Nicole Kidman – Der verlorene Sohn (Boy Erased)
Elizabeth Debicki – Breath
Natassia Gorey-Furber – Sweet Country
Noni Hazlehurst – Ladies in Black
Simone Kessell – One Percent – Streets of Anarchy (1%)

### Beste Filmmusik
Christopher Gordon – Ladies in Black
Hildur Guðnadóttir und Jóhann Jóhannsson – Maria Magdalena (Mary Magdalene)
Dominic Lewis – Peter Hase (Peter Rabbit)
Jed Palmer – Upgrade

### Beste Kamera
Warwick Thornton – Sweet Country
Marden Dean und Rick Rifici – Breath
Peter James – Ladies in Black
Thom Neal – West of Sunshine

### Bester Schnitt
Nick Meyers – Sweet Country
Andy Canny – Upgrade
Dany Cooper – Breath
Mark Warner – Ladies in Black

### Bestes Szenenbild
Roger Ford und Lisa Thompson – Peter Hase (Peter Rabbit)
Felicity Abbott und Katie Sharrock – Upgrade
Vanessa Cerne und Matthew Putland – Winchester – Das Haus der Verdammten (Winchester)
Josephine Ford – Cargo

### Beste Kostüme
Wendy Cork – Ladies in Black
Wendy Cork – Winchester – Das Haus der Verdammten (Winchester)
Jacqueline Durran – Maria Magdalena (Mary Magdalene)
Heather Wallace – Sweet Country

### Beste Frisuren und bestes Make-up
Anna Gray, Beth Halsted und Jennifer Lamphee – Ladies in Black
Steven Boyle und Tess Natoli – Winchester – Das Haus der Verdammten (Winchester)
Larry Van Duynhoven, Beverley Freeman und Helen Magelaki – Cargo
Larry Van Duynhoven und Chiara Tripodi – Upgrade

### Bester Ton
Jed M. Dodge, Trevor Hope, Robert Mackenzie und Tara Webb – Breath
Liam Egan, Leah Katz, Des Kenneally und Robert Sullivan – Cargo
Will Files, P. K. Hooker und Andrew Ramage – Upgrade
Sam Gain-Emery, Thom Kellar, Will Sheridan und David Tranter – Sweet Country

### Beste visuelle Effekte oder beste Animationen
Jason Bath, Brian Lynch, Matt Middleton, Simon Pickard, Will Reichelt, Peter Stubbs und Simon Whiteley – Peter Hase (Peter Rabbit)
Kate Bernauer, Aevar Bjarnason, Matt Daly, Jonathan Dearing und Angelo Sahin – Upgrade
Fiona Chilton, Matt Everitt, Gregory Jowle, Kim Taylor und Simon Whiteley – The LEGO Ninjago Movie
Michael Perdew, Raphael A. Pimentel, Brendan Seals und Andrew Zink – Black Panther

### Bestes Casting
Allison Meadows – Riot
Nikki Barrett – Breath
Leigh Pickford – Friday on My Mind
Anousha Zarkesh – Sweet Country

### Bester Dokumentarfilm
Gurrumul – Regie: Paul Damien Williams; Produktion: Shannon Swan und Paul Damien Williams
Ghosthunter – Regie: Ben Lawrence; Produktion: Rebecca Bennett und Ben Lawrence
Jill Bilcock: Dancing the Invisible – Regie: Axel Grigor; Produktion: Axel Grigor und Faramarz K. Rahber
Mountain – Regie: Jennifer Peedom; Produktion: Jo-Anne McGowan und Jennifer Peedom
Working Class Boy – Regie: Mark Joffe; Produktion: Matt Campbell, Michael Cordell, Andrew Farrell und Mark Joffe

### Bester Kurzfilm
All These Creatures – Regie: Charles Williams; Produktion: Elise Trenorden und Charles Williams
Judas Collar – Regie: Alison James; Produktion: Brooke Silcox
Nursery Rhymes – Regie: Tom Noakes; Produktion: Morgan Benson-Taylor, Lucy Gaffy und Will Goodfellow
Tangles and Knots – Regie: Renee Petropoulos; Produktion: Janet Brown und Yingna Lu

### Bester animierter Kurzfilm
Lost & Found – Regie: Lucy Hayes; Produktion: Andrew Goldsmith und Bradley Slabe
iRony – Regie und Produktion: Radheya Jegatheva
Monster’s Playground – Regie: Darcy Prendergast; Produktion: Darcy Prendergast, Christina Remnant und Seamus Spilsbury
Peepin’ – Regie und Produktion: Haein Kim und Paul Rhodes

### Bester Independentfilm
Jirga – Regie: Benjamin Gilmour; Produktion: John Maynard
Brothers’ Nest – Regie: Clayton Jacobson; Produktion: Jason Byrne und Clayton Jacobson
The Second – Regie: Mairi Cameron; Produktion: Stephen Lance und Leanne Tonkes
Strange Colours – Regie: Alena Lodkina; Produktion: Kate Laurie und Isaac Wall
West of Sunshine – Regie: Jason Raftopoulos; Produktion: Alexandros Ouzas und Jason Raftopoulos

### Bester asiatischer Film
Dying to Survive (我不是药神), China – Produktion: Liu Ruifang und Wang Yibing
1987, Südkorea – Produktion: Jeong Won-chan
The Bold, the Corrupt and the Beautiful (血觀音), Taiwan – Produktion: Liu Weijan
Gali Guleiyan, Indien – Produktion: Dipesh Jain und Shuchi Jain
Newton, Indien – Produktion: Sunil Lulla, Manish Mundra und Aanand L. Rai
Sanju, Indien – Produktion: Vidhu Vinod Chopra und Rajkumar Hirani
Shoplifters – Familienbande (万引き家族), Japan – Produktion: Kaoru Matsuzaki, Hijiri Taguchi und Akihiko Yose
Jungle Warrior (Tombiruo: Penunggu Rimba), Malaysia – Produktion: Zainir Aminullah, Najwa Abu Bakar, Firdaus Hussamuddin und Imillya Roslan
Youth (芳华), China – Produktion: Gong Yu, Song Ge, Wang Zhongjun und Wang Zhonglei

### Beste Dramaserie
Mystery Road – Verschwunden im Outback (Mystery Road) – Produktion: David Jowsey und Greer Simpkin
Jack Irish – Produktion: Matt Cameron, Ian Collie und Andrew Knight
Mr Inbetween – Produktion: Michele Bennett
Rake – Produktion: Ian Collie, Peter Duncan und Richard Roxburgh
Wentworth – Produktion: Pino Amenta und Jo Porter

### Beste Comedyserie
Milcheinschuss (The Letdown) – Produktion: Alison Bell, Julian Morrow und Sarah Scheller
Black Comedy – Produktion: Mark O’Toole und Kath Shelper
Hannah Gadsby: Nanette – Produktion: Frank Bruzzese, Kathleen McCarthy und Kevin Whyte
Rosehaven – Produktion: Luke McGregor, Celia Pacquola, Andrew Walker und Kevin Whyte
True Story with Hamish & Andy – Produktion: Tim Bartley, Andy Lee, Ryan Shelton und Andrew Walker

### Bester Fernsehfilm oder beste Miniserie
Riot – Produktion: Louise Smith und Joanna Werner
Dead Lucky – Produktion: Ellie Beaumont, Diane Haddon und Drew Proffitt
Friday on My Mind – Produktion: Diane Haddon, Christopher Lee, David Maher und David Taylor
Picnic at Hanging Rock – Produktion: Brett Popplewell und Jo Porter
Ein sicherer Hafen (Safe Harbour) – Produktion: Stephen Corvini und Debbie Lee

### Beste Kinderserie
Club der magischen Dinge (The Bureau of Magical Things) – Produktion: Jonathan M. Shiff und Stuart Wood
Grace Beside Me – Produktion: Dena Curtis und Lois Randall
Weißt du eigentlich, wie lieb ich dich hab? (Guess How Much I Love You) – Produktion: Suzanne Ryan
My Year 7 Life – Produktion: Karla Burt, Emma Fitzsimons und Laura Waters
Die Reise nach Westen (The New Legends of Monkey) – Produktion: Iain Canning, Rachel Gardner, Hakan Kousetta, Jamie Laurenson, Robin Scholes und Emile Sherman

### Beste Unterhaltungssendung
The Weekly with Charlie Pickering – Produktion: Jo Long, Charlie Pickering, Chris Walker und Kevin Whyte
Gogglebox Australia – Produktion: Kerrie Kerr und David McDonald
Hard Quiz – Produktion: Tom Gleeson, Charlie Pickering, Chris Walker und Kevin Whyte
Julia Zemiro’s Home Delivery – Produktion: Polly Connolly, Damian Davis, Nick Murray und Julia Zemiro
Little Big Shots – Produktion: Karen Greene

### Beste Realitysendung
Australian Survivor: Champions vs. Contenders – Produktion: Adam Fergusson, Amelia Fisk und Georgina Hinds
MasterChef Australia – Produktion: Marty Benson, Adam Fergusson und Tim Toni
My Kitchen Rules – Produktion: Matt Apps und Joe Herdman
The Real Housewives of Melbourne – Produktion: Natalie Brosnan, Lisa Potasz, Pip Rubira und Kylie Washington
The Single Wives – Produktion: Chris Culvenor und Paul Franklin

### Beste Lifestylesendung
Selling Houses Australia – Produktion: Geoff Fitzpatrick, Sonia Harding und Duane Hatherly
Better Homes and Gardens – Produktion: Rani Eaton und Russell Palmer
The Checkout – Produktion: Rebecca Annetts, Julian Morrow und Nick Murray
Food Safari Water – Produktion: Toufic Charabati, Jacinta Dunn und Georgina Neal
The Great Australian Bake Off – Produktion: David Briegel-Jones und Nicole Rogers

### Beste Hauptdarsteller – Drama
Damon Herriman – Riot
Aaron Pedersen – Mystery Road – Verschwunden im Outback (Mystery Road)
Richard Roxburgh – Rake
Scott Ryan – Mr Inbetween
Hazem Shammas – Ein sicherer Hafen (Safe Harbour)

### Beste Hauptdarstellerin – Drama
Kate Box – Riot
Tina Bursill – The Heart Guy (Doctor Doctor)
Judy Davis – Mystery Road – Verschwunden im Outback (Mystery Road)
Leah Purcell – Wentworth
Leeanna Walsman – Ein sicherer Hafen (Safe Harbour)

### Bester Neben- oder Gastdarsteller – Drama
Wayne Blair – Mystery Road – Verschwunden im Outback (Mystery Road)
Damien Garvey – Rake
Xavier Samuel – Riot
Dan Wyllie – Romper Stomper
Ashley Zukerman – Friday on My Mind

### Beste Neben- oder Gastdarstellerin – Drama
Deborah Mailman – Mystery Road – Verschwunden im Outback (Mystery Road)
Caroline Brazier – Rake
Nicole Chamoun – Ein sicherer Hafen (Safe Harbour)
Celia Ireland – Wentworth
Tasma Walton – Mystery Road – Verschwunden im Outback (Mystery Road)

### Bester Darsteller – Comedy
Hannah Gadsby – Hannah Gadsby: Nanette
Alison Bell – Milcheinschuss (The Letdown)
Wayne Hope – Back in Very Small Business
Robyn Nevin – Back in Very Small Business
Celia Pacquola – Rosehaven

### Beste Regie im Fernsehen
Glendyn Ivin – Ein sicherer Hafen (Safe Harbour, Episode 1)
Nash Edgerton – Mr Inbetween (Episode 2 Einhörner kennen den Namen von allen)
Rachel Perkins – Mystery Road – Verschwunden im Outback (Mystery Road, Episode 4 Stille)
Jeffrey Walker – Riot

### Bestes Drehbuch im Fernsehen
Belinda Chayko – Ein sicherer Hafen (Safe Harbour, Episode 1)
Kodie Bedford, Timothy Lee, Steven McGregor und Michaeley O’Brien – Mystery Road – Verschwunden im Outback (Mystery Road, Episode 5 Das Wasserloch)
Scott Ryan – Mr Inbetween (Episode 2 Einhörner kennen den Namen von allen)
Greg Waters – Riot